# Theronia badia
Theronia badia är en stekelart som beskrevs av Gupta 1962. Theronia badia ingår i släktet Theronia och familjen brokparasitsteklar. Inga underarter finns listade i Catalogue of Life.